# 岳阳市博物馆
岳阳市博物馆是中国湖南省岳阳市的一座历史博物馆。 它总面积达11,000平方米，建筑面积为6,600平方米。该博物馆拥有超过20,000件藏品，其中包括6件国家一级保护文物。 

## 历史
岳阳市博物馆的建设始于1996年8月，于1999年10月完成。该博物馆于同年10月29日正式对公众开放。其名称由中国佛教协会前会长赵朴初题写。 

## 画廊
- 青铜食器，春秋时期（公元前475年至公元前221年）。于1986年在岳阳县港口镇莲塘村出土。这是岳阳博物馆中最珍贵的宝藏。
- 汉代青铜镜（公元前202年至公元220年）。
- 商代青铜雷纹铜壶（Lei），出土于商朝（公元前1600年至公元前1046年）。
- 新石器时代（约6500年前）的陶罐。

## 更多
- 中国博物馆列表